# Port lotniczy Denizli Çardak
Port lotniczy Denizli Çardak (IATA: DNZ, ICAO: LTAY) – port lotniczy położony w mieście Çardak, w prowincji Denizli, w Turcji.

## Linie lotnicze i połączenia
| Linia Lotnicza   | Kierunek                                     |
| ---------------- | -------------------------------------------- |
| AnadoluJet       | 1. Stambuł-Sabiha Gökçen                     |
| Caspian Airlines | Sezonowo: 1. Teheran-Imam Khomeini           |
| Iran Air         | Sezonowo: 1. Teheran-Imam Khomeini           |
| Iran Air Tours   | Sezonowo: 1. Sziraz 2. Teheran-Imam Khomeini |
| Qeshm Air        | Sezonowo: 1. Teheran-Imam Khomeini           |
| Pegasus Airlines | 1. Stambuł-Sabiha Gökçen                     |
| Turkish Airlines | 1. Stambuł Sezonowo: 1. Medyna               |